# Gene Youngblood
Gene Youngblood, född 30 maj 1942 i Little Rock, Arkansas, död 6 april 2021 i Santa Fe, New Mexico, var en amerikansk kultur- och mediateoretiker, kritiker och en av dem som introducerade videon som konstform. Detta skedde genom hans bok Expanded Cinema. Med exempel över experimentell film och video kom boken att bli en klassiker. Flera svenska humanistiska forskare har under slutet av 1990-talet uppmärksammat Youngbloods gärning.